# Johann André
Pour les articles homonymes, voir André.
Johann André né à Offenbach-sur-le-Main le 28 mars 1741 et mort dans la même ville le 18 juin 1799, est un compositeur, éditeur de musique, chef d'orchestre et librettiste allemand.

## Biographie
Ses ancêtres huguenots sont originaires de Provence, fixé à Francfort depuis 1688. Il fut d'abord destiné au commerce par ses parents, qui étaient fabricants de soierie à Offenbach. En conséquence, ils ne lui font pas étudier la musique et le jeune Johann, que son goût entraînait vers cet art, n'eut pour tout secours que les avis d'un camarade qui allait à Francfort prendre des leçons de violon qu'il lui transmettait à son tour. Il apprit aussi, sans maître, à jouer du clavecin et le livre choral de Koenich lui servit à étudier l'art de l'accompagnement.
Jusqu'à l'âge de vingt ans, il n'avait composé que des pièces fugitives de chant ou de musique instrumentale. Se trouvant à Francfort vers 1760 (occupé par les armées françaises entre 1756 et 1763), il entendit, par la troupe de théâtre de Theobald Marchand (1741–1800), des opéras-comiques français (de Philidor) et des opéras-bouffes italiens qui lui donnent l'idée de travailler pour la scène. Son premier ouvrage du genre Singspiel, est donné à Francfort et plaît par sa gaieté et son naturel ; suivent de nombreux autres, notamment Der Töpfer en 1773, dédié à Marchand,, et l'un des premiers opéras à être publiés en partition d'orchestre. Son succès détermine Goethe à lui confier la composition de son opérette Erwin et Elmire. 
Fort de son succès, il fonde une imprimerie musicale dédiée avant tout à ses propres œuvres en vendant sa fabrique de soierie. Il s'installe à Berlin où il est nommé directeur du grand théâtre. Il se forme à l'harmonie et au contrepoint avec Marpurg. Lors de son séjour berlinois, il compose un assez grand nombre d'ouvrages pour le théâtre, notamment : Die Schadenfreude (1778), Der Alchymist (1778), Alter schützt vor Thorheit nicht (1779), Die Entführung aus dem Serail (1781). 
En 1784, il décide de concentrer son énergie sur sa maison d'édition qu'il avait fondée dix ans plus tôt et laissée à l'administration de son oncle J.B. Pfaltz. Il retourne à Offenbach, Hummel, ayant une exclusivité de publication à Berlin depuis 1777. Bien que déficitaire en son absence, il considérait l'entreprise comme plus avantageuse que la direction d'un théâtre et, selon Gerber, peut-être en pensant à son fils. Certaines de ses idées lui assurent de nouveaux marchés : destiner une publication à un type de public, notamment les jeunes femmes pianistes. Avec son Journal de musique pour les dames créé en 1787 notamment, uniquement par souscription et composé de transcriptions ou de morceaux déjà publiés. Puis les Étrennes pour les dames, de forts volumes, conçus comme cadeau de nouvel-an, composés uniquement de pièces pour piano originales ou arrangées. S'il arrête la composition originale dès 1784, sauf quelques lieder tardifs (Der Bräutigam in der Klemme), il effectue lui-même les arrangements qu'il publie (en outre, les arrangements ne tombent pas sous le coût des privilèges de l'époque).
Son imprimerie deviendra la plus considérable d'Europe, publiant Pleyel (226 œuvres), Mozart (118), Haydn (82), Hoffmeister (70), Gyrowetz (65), Wranitzky (54), Clementi (25), Devienne (25). De son vivant la maison d'édition qui porte son nom avait publié 1 300 œuvres. Il meurt d'une attaque d'apoplexie le 18 juin 1799.
En 1799, Johann Anton André (le fils de Johann André), négocie avec la veuve de Mozart, Constance, l'achat des manuscrits du musicien. Quelque 270 partitions sont ainsi conservées dans les archives de la société. La maison publie, pour la première fois, les années suivantes une cinquantaine d'œuvres parmi les plus connues de nos jours.